# Ewa Wycichowska

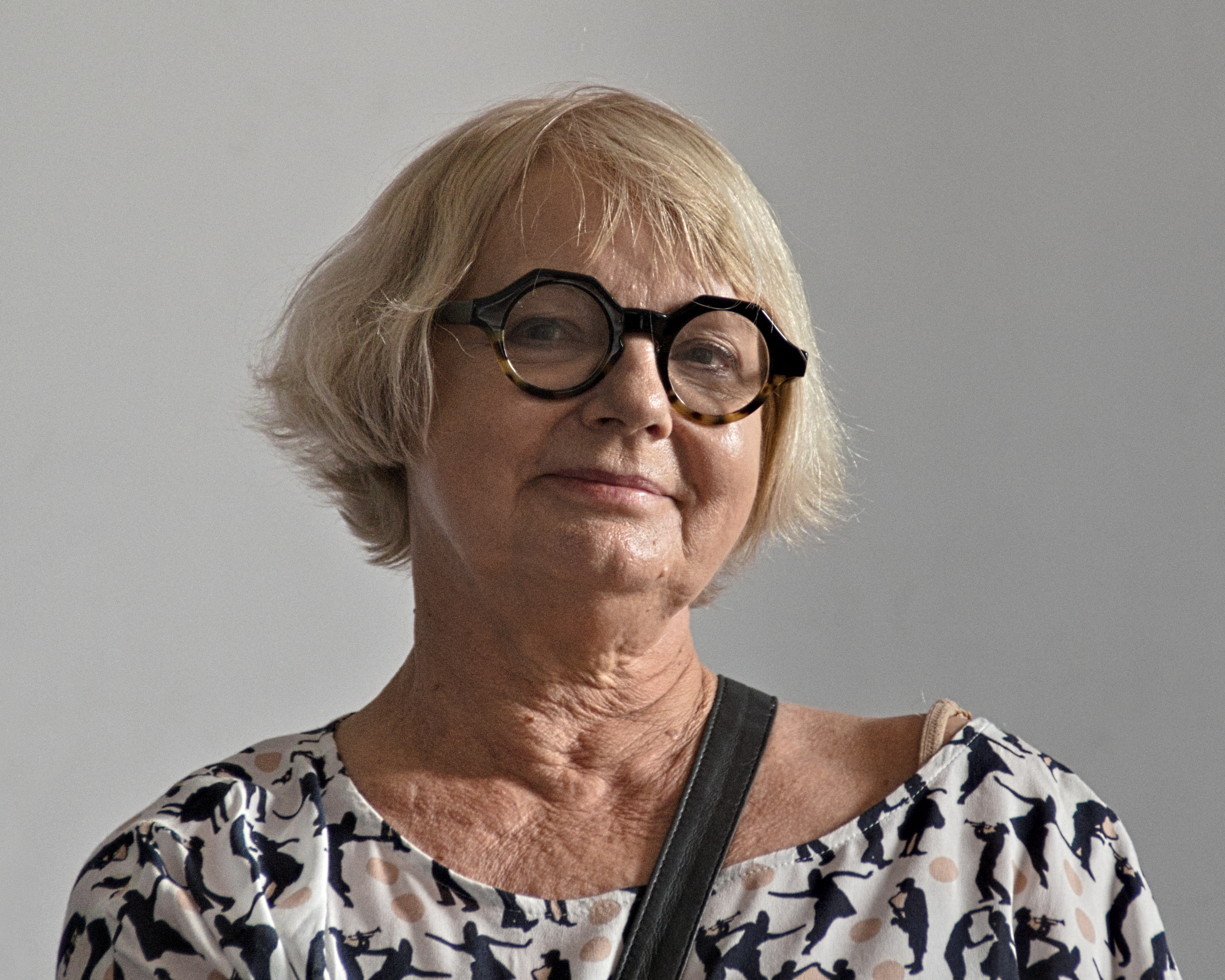
Ewa Wycichowska (2019)

Ewa Wycichowska (* 1949 in Posen) ist eine polnische Balletttänzerin und Choreographin.

## Leben
Wycichowska besuchte bis 1969 die Ballettschule in Posen und schloss 1982 ein Studium der Tanzpädagogik an der Fryderyk-Chopin-Musikakademie in Warschau ab. Ihre Lehrer waren u. a. Nina Bielikowa, Aleksander Sobol und Robert Cohen. Sie studierte außerdem modernes Ballett an der Academie  Internationale de la Danse in Paris und am Nederlanden Dans Theater. 1988 wurde sie als Nachfolgerin von Conrad Drzewiecki künstlerische Leiterin des Polski Teatr Tańca – Balet Poznański.
Zu ihrem Repertoire als Tänzerin zählten ebenso klassische Rollen wie die Julia in Prokofjews Romeo und Julia (1969), die Lise in Ferdinand Hérolds La fille mal gardée (1973) und die Titelrollen in Aram Chatschaturjans Gayaneh (1975) und Adolphe Adams Giselle (1979), wie Rollen des modernen Tanzes, darunter die Medea in Juliusz Łuciuks Musikperformance (1982) und Rollen in Mieczysław Karłowiczs Interpretacjach (1983) und Krzysztof Pendereckis Capriccio na choreografa (1988). Seit 1980 arbeitet sie auch als Choreographin. Wycichowska wurde u. a. mit der Gloria-Artis-Medaille für kulturelle Verdienste ausgezeichnet.

## Choreographien
- Głos kobiecy (Musik Krzysztof Knittel), 1980
- Koncert f-moll (Musik Fryderyk Chopin), 1982
- Serenada (Musik Mieczysław Karłowicz), 1982
- Stabat Mater (Musik Karol Szymanowski), 1982
- Karłowicz/Interpretacje (Musik M. Karłowicz), 1982
- Republika - rzecz publiczna (Musik Grzegorz Ciechowski), 1984
- Cień (Musik Bronisław Kazimierz Przybylski), 1985
- Miriam (Musik Bronisław Kazimierz Przybylski), 1985
- Cień II (Musik Bronisław Kazimierz Przybylski), 1985
- Pax et bonum (Musik Juliusz  Łuciuk), 1985
- Faust goes rock (Musik The Shade), 1986
- Samotność Fauna (Musik Norbert Mateusz Kuźnik), 1989
- Święto wiosny (Musik Igor Strawinski), 1989
- Fantazja na Harnasia (Musik Wojciech Kilar), 1990
- Symfonia koncertująca Es-dur(Musik Wolfgang Amadeus Mozart), 1990
- Skrzypek Opętany (Musik Maciej Małecki), 1991
- Bachianas Brasileiras (Musik Heitor Villa-Lobos), 1991
- Inni (Musik Matthias Horndasch), 1992
- Mournes (Musik Osvaldo Golijov), 1992
- Album z tego świata (Musik Krzesimir Dębski), 1992
- Misterium słońca, Misterium ziemi (Musik Alberto Ginastera), 1992
- Święto wiosny (Musik I. Strawinski), 1993
- Szatan w Goraju (Musik K. Knittel), 1994
- Już się zmierzcha (Musik Henryk Mikołaj Górecki), 1994
- Introdukcja i Polonez (Musik F. Chopin), 1994
- Kilara Exodus Polskie (Musik W. Kilar), 1995
- Jezioro łabędzie(Prolog i III akt  - Bal u Rotbarta) (Musik Pjotr Iljitsch Tschaikowski), 1995
- Dziecko Słońca (Musik Marek Biliński), 1995
- Niebezpieczne związki (Musik Johann Sebastian Bach, Erik Satie), 1996
- Daina (Musik Tadeusz Szeligowski, Zbigniew Łowżył), 1997
- Transss... Nieprawdziwe zdarzenie progresywne(Musik Ludwig van Beethoven, Z. Łowżył), 1997
- +_ skończoność (Musik Michael Nyman,  Luc Ferrari), 1998
- Tango z Lady M. (Musik Leszek Możdżer, Astor  Piazzolla), 2000
- Walka karnawału z postem (Musik Z. Łowżył, Krzysztof "Wiki" Nowikow), 2002
- ... a ja tańczę (Musik Jacek Wierzchowski), 2003
- Przypadki Pana von K.(Musik Lidia Zielińska, Franz Schubert), 2005
- Jezioro łabędzie (Prolog i akt III) (Musik P. I. Tschaikowski), 2006
- Carpe diem (Musik Zbigniew Górny, Marcin Górny), 2007
- Wiosna-Effatha (Musik Jacek Wierzchowski), 2007
- Komeda - Sextet (Musik Krzysztof Komeda, Agata Zubel), 2009
- SPOTKANIA- w dwóch niespełnionych AKTACH (Musik K. Knittel), 2011
- FootBall@... (Musik Krzysztof Wiki Nowikow), 2012
- Szkoda, że Cię tu nie ma, 2013